# بایه د سامانساس
بایه د سامانساس (به اسپانیایی: Valle de Zamanzas) یک شهرستان در اسپانیا است که در استان بورگس واقع شده‌است.

## خصوصیات
بایه د سامانساس ۱۹ کیلومترمربع مساحت و ۷۸ نفر جمعیت دارد.